# 해양경찰정비창
해양경찰정비창(海洋警察整備廠, Korea Coast Guard Maintenance Center)은 함정의 정비 및 수리에 관한 사무를 관장하는 대한민국 해양경찰청의 소속기관이다. 2017년 7월 26일 발족하였으며, 부산광역시 사하구 다대로605번길 93에 위치하고 있다. 창장은 임기제 서기관으로 보한다.

## 연혁
- 1990년 7월 19일: 해양경찰대 관리부의 하부조직으로 정비창 설치.[3]
- 1991년 7월 31일: 해양경찰청의 하부조직으로 변경.[4]
- 1995년 9월 22일: 해양경찰청의 소속기관으로 독립.[5]
- 2000년 1월 1일: 해양경찰정비창으로 개편하고,[6] 책임운영기관으로 지정.[7]
- 2014년 11월 19일: 국민안전처 소속 해양경비안전정비창으로 개편.[8]
- 2017년 7월 26일: 해양경찰청 소속 해양경찰정비창으로 개편.[9]

## 조직

### 창장
- 기획운영과[10]
- 정비관리과[10]
- 기술개발과[10]
- 기관과[10]
- 선체과[10]
- 전기전자과[10]